# Gornji Laduč
Gornji Laduč is een plaats in de gemeente Brdovec in de Kroatische provincie Zagreb. De plaats telt 864 inwoners (2001).